# Togo zászlaja
Togo zászlajában a zöld szín a remény szimbóluma, a sárga szín pedig arra utal, hogy a munkán keresztül vezet az út az anyagi, erkölcsi és spirituális jóléthez. A vörös az emberbaráti szeretet, a hűség és a szeretet szimbóluma – azoké az erényeké tehát, amelyek arra késztetik az embert, hogy becsülje szomszédait, és ha szükséges, az életét is hajlandó legyen feláldozni az emberiességért és az emberi szenvedés csökkentéséért. A fehér a tisztaság színe, és arra emlékezteti az ország polgárait, hogy legyenek méltók független nemzetükhöz.